# Adrian Mihalčišin
Adrian Mihalčišin (ukrainisch Адріян Михальчишин; * 18. November 1954 in Lwiw, englische Namensform Adrian Mikhalchishin) ist ein slowenischer Schachspieler ukrainischer Herkunft.
1977 erhielt er den Titel eines Internationalen Meisters, seit 1978 ist er Großmeister.

## Schachkarriere

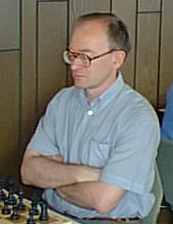
Adrian Mihalčišin, Dortmund 1998

Er nahm an mehreren UdSSR-Meisterschaften teil, dabei war sein bestes Resultat ein vierter Platz in Lwiw 1984.
Er gewann mehrere Turniere, unter anderem das Meister-Turnier der Dortmunder Schachtage 1998 und das Turnier in Ptuj 2000.
Bei der Schacholympiade 1992 spielte er für die Ukraine, seit 2000 tritt er für Slowenien an.
Im Februar 2015 liegt er auf Platz 6 der slowenischen Rangliste.

## Nationalmannschaft
Adrian Mihalčišin nahm an vier Schacholympiaden teil, 1992 für die Ukraine, 2000, 2002 und 2004 für Slowenien. Mit Slowenien nahm er außerdem an den Mannschaftseuropameisterschaften 1999, 2001, 2003 und 2005 teil.

## Vereine
In den 1980er Jahren spielte Mihalčišin zunächst für Avangard, später für die Mannschaft von Trud Moskau, mit der er 1984 den European Club Cup gewann und 1986 das Finale erreichte. Am European Club Cup nahm er außerdem 1998 und 1999 mit Agrouniversal Zemun teil (und erreichte 1999 erneut den zweiten Platz) sowie 2002 mit Karpaty Galychyna.
In der deutschen Schachbundesliga spielte er in der Saison 1993/94 für den SK Zähringen, in der österreichischen Bundesliga in der Saison 2006/07 für den SK Leoben. In Ungarn spielte er von 2007 bis 2010 für Aquaprofit NTSK und wurde 2009 und 2010 ungarischer Mannschaftsmeister, in der niederländischen Meesterklasse spielte er von 2004 bis 2006 für HWP Sas van Gent.

## Schachtrainer
Er ist ein bekannter Schachtrainer und arbeitete unter anderem von 1980 bis 1986 mit Anatoli Karpow zusammen. Außerdem betreute er Zsuzsa Polgár, Maia Tschiburdanidse, Wassyl Iwantschuk und Arkadij Naiditsch sowie die Nationalmannschaften der Niederlande, Polen und Slowenien sowie die türkische Frauennationalmannschaft. Er ist Vorsitzender (Chairman) des Trainers' Committee der FIDE und seit 2004 Senior Trainer.

## Privates
Sein Sohn Jurij Mychaltschyschyn (* 1982) war von 2012 bis 2014 Abgeordneter der rechtsradikalen Partei „Swoboda“ im ukrainischen Parlament.

## Werke
Zusammen mit Alexander Beliavsky schrieb er mehrere Schachbücher:
- Winning endgame technique (1995)
- Fianchetto Grünfeld (1998)
- The two knights defence (1999)
- Winning endgame strategy (2000)
- Modern endgame practice (2002)
- Secrets of chess intuition (2002)

Bei ChessBase veröffentlichte er folgende Lehrvideos:
- The secret weapons of the champions (2007)
- Decision making in chess (2007)
- Arkhangelsk (2009)
- Power of exchange (2009)
- Power of planning (2009)
- Winning structures (2009)
- Strategy university 1 – 3 (2011)